# Volcano (album av Edie Brickell)
Volcano är ett musikalbum av Edie Brickell, släppt den 14 oktober 2003. Albumet var Brickells andra soloalbum efter tiden i Edie Brickell & New Bohemians och det är producerat av Charlie Sexton.
Albumet nådde Billboard-listans 188:e plats.

## Låtlista
1. Rush Around
2. Oo La La
3. I’d Be Surprised
4. Songs We Used To Sing
5. Once In A Blue Moon
6. Volcano
7. More Than Friends
8. The Messenger
9. The One Who Went Away
10. Take A Walk
11. Not Saying Goodbye
12. Came A Long Way
13. What Woulod You Do

Samtliga låtar är skrivna av Edie Brickell